# Бело злато
Бело злато је легура злата и бар једног од белих метала, обично никла или паладијума. Чистоћа белог злата се мери у каратима.
Особине белог злата могу варирати у зависности од метала и њихових односа који су коришћени приликом израде легуре. Сходно томе, легуре белог злата могу бити коришћене у различите сврхе. Легуре злата и никла су чврсте и тврде, па се користе за израду прстења, легуре злата и паладијума су меке и савитљиве, па се користе као подлога за драго камење. Најквалитетније бело злато има 17 карата и прави се од злата и паладијума, понекад и са траговима платине, која се додаје да би легура имала већу тежину и бољу постојаност.
Док поједине квалитетније легуре задржавају свој сјај, већину је потребно обложити врло танким слојем родијума. То доводи до тамнијег сјају у поређењу са сјајем платине и сребра. Слој родијума којим је обложена легура може се временом истрошити и скинути.